# Ernst-Wilhelm Stojan
Ernst-Wilhelm Stojan (* 13. Mai 1926 in Oels, Niederschlesien; † 19. Juli 2018) war ein deutscher Politiker (SPD).

## Leben
Stojan war Lehramtsschüler in einem Kloster, er beantragte am 23. Februar 1944 die Aufnahme in die NSDAP und wurde zum 20. April desselben Jahres aufgenommen (Mitgliedsnummer 9.904.811). Er wurde September 1944 zur Wehrmacht eingezogen und erlebte das Kriegsende auf Sylt. Stojan wurde Lehrer und war Rektor einer Schule. Im Jahr 1956 wurde Stojan zum Vorsitzenden Arbeiterwohlfahrt-Ortsvereins Westerland auf Sylt gewählt. Dieses Amt hatte er bis zum Jahr 1997 inne. Stojan war in der Kommunalpolitik tätig und bis 1973 Bürgervorsteher von Westerland.
Am 6. Juni 1964 wurde Stojan als Nachrücker für Jürgen Frenzel Abgeordneter des Landtags Schleswig-Holstein. Über die SPD-Landesliste zog Stojan in den Jahren 1967, 1971, 1975 und 1979 erneut in den Landtag ein. Stojan war Fremdenverkehrsexperte der SPD-Fraktion. Er gehörte einer Reihe von Ausschüssen an, darunter dem Wirtschaftsausschuss und dem Agrar- und Umweltschutzausschuss. Im November 1982 schied Stojan aus dem Landtag aus, für ihn rückte Udo Lumma nach.
Stojan war Ehrenmitglied des Fremdenverkehrsvereins Westerland/Sylt, dessen Gründungsmitglied und Vorsitzender er war.

## Auszeichnungen
- Freiherr-vom-Stein-Medaille
- 1983: Bundesverdienstkreuz 1. Klasse